# Секта (телесериал, 2019)
«Секта» — российский драматический телесериал режиссёра Гелы Баблуани. Премьера состоялась 23 мая 2019 года на Premier.

## Сюжет
Специалисты по выводу людей из культов (депрограммеры) получают заказ на освобождение девушки из секты «Первозданных». Но всё идет не по плану, когда лидер секты объявляет настоящую войну депрограммерам и готов на всё, чтобы вернуть девушку.

## В ролях
| Актёр               | Роль                        |
| ------------------- | --------------------------- |
| Светлана Ходченкова | Лиля Исакова сиделка        |
| Евгений Коряковский | Демидов                     |
| Анастасия Чистякова | Ника                        |
| Марта Кесслер       | Кира                        |
| Павел Кузьмин       | «Кореец»                    |
| Филипп Янковский    | Константин Берк лидер секты |
| Алексей Суренский   | Дима                        |
| Екатерина Волкова   | Ольга                       |
| Григорий Сиятвинда  | Пичугин адвокат             |
| Игорь Шаройко       | Козин                       |
| Михаил Салин        | Коля                        |
| Владимир Калисанов  | отец Михаил                 |
| Андрей Филиппак     | Пётр                        |
| Дмитрий Ячевский    | отец «Корейца»              |

## Реакция
Сериал получил неоднозначные оценки российских кинокритиков.
Егор Беликов (Film.ru): «Для чувствительных к визуальным решениям зрителей „Секта“ поначалу будет нелёгким испытанием. По художественным средствам сериал всё же предательски напоминает не ТНТ-шные сериалы, а, наоборот, производства какой-нибудь „России-1“. Уж больно монотонно всё снято: однообразные диалоги, неторопливые переходы; зрителю рассказывается много туманной сюжетной фактуры, назначение которой ещё предстоит выяснить».